# Delirio de grandeza
«Delirio de grandeza» es una canción del cantante cubano Justo Betancourt. Se trata de un bolero lanzado en 1968 e incluido en su primer álbum de estudio El explosivo a través del sello discográfico Fania Records.

## Versión de Rosalía
La cantante española Rosalía hizo su propia versión de la canción entre 2021 y 2022 para su tercer álbum de estudio Motomami (2022). Sacó la pista como sencillo promocional el 11 de mayo de 2022 a través del sello discográfico Columbia.
Consiguió llegar al número 25 de la lista española de sencillos PROMUSICAE.
Rosalía utilizó para su versión un sample, una pista de sonido de la canción «Delirious» de Soulja Boy. Consigue con esto cambiar el ritmo de la canción y, en palabras de la cantante, «darle la vuelta a un bolero».
En esta versión se acredita a Carlos Querol el escritor original junto a David Rodríguez, James W. Manning, Michael Uzowuru y a la propia Rosalía como coescritores y a Rosalía y Michael Uzowuru como productores de la remezcla. 
Esta también fue lanzada junto a un vídeo musical como sencillo promocional para su disco Motomami (2022).
Es uno de los dos sencillos promocionales del disco junto con «Motomami», que fue lanzado el 18 de marzo de 2022.